# Гардоњ
Гардоњ (мађ. Gárdony) град је у средишњој Мађарској. Гардоњ је град у оквиру жупаније Фејер.
Град има 9.551 становника према подацима из 2010. године.

## Географија
Град Гардоњ се налази у средишњем делу Мађарске. Од престонице Будимпеште град је удаљен око 50 километара југозападно. Град се налази у средињшем делу Панонске низије, покрај језера Веленчанског језера. Надморска висина места је око 110 m.

## Становништво
По процени из 2017. у граду је живело 10.855 становника.
| 1990. | 2001. | 2011. | 2017.  |
| ----- | ----- | ----- | ------ |
| 7.344 | 8.540 | 9.666 | 10.855 |

## Партнерски градови
- Гиболдехаузен
- Halikko
- Kirchbach
- Мерленбах
- Жари
- Постбауер-Хенг
- Lesquin
- Ваља Кришулуј

## Галерија
- Капела свете Ане
- Етно-кућа